# Base aérienne de Bagram
La base aérienne de Bagram est située près de l'antique cité de Bagram, au sud-est de Charikar, dans la province de Parvan, en Afghanistan. Elle est située dans une vallée orientée nord-sud entouré de montagnes culminant à 5 480 m, à 50 km au nord de la capitale afghane Kaboul. De 2001 à 2021, elle a été le point d'appui de la présence militaire américaine en Afghanistan.

## Historique

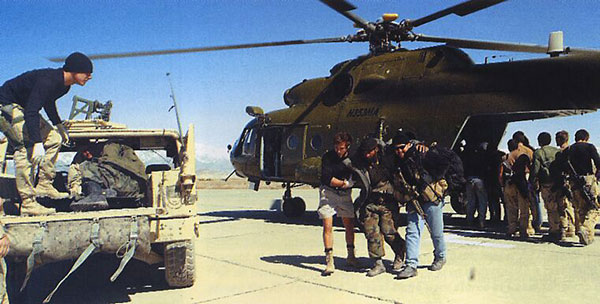
Des Special Forces aidant un membre de l'Alliance du Nord sur la base aérienne de Bagram. À l'arrière plan, un Mi-17 affrété par la CIA durant l'opération Anaconda en 2002.

### Pendant la guerre froide
La base aérienne de Bagram a initialement été construite dans les années 1950 par les États-Unis, alors même que l'Afghanistan entretenait de bonnes relations avec l'Union soviétique depuis le traité de paix et de coopération de 1921. Ironiquement, elle est utilisée par les Soviétiques lors de leur intervention en 1979, et considérablement étendue par l’Armée rouge pendant la décennie qu’a duré l’occupation du pays par la 40e armée soviétique.
Quand les Soviétiques se retirent en 1989, celle-ci devient un enjeu majeur des guerres civiles qui suivent (entre 1989 et 1992 puis entre 1992 et 1996) qui débouchent sur la prise de pouvoir des talibans. À un moment, il semble même que les talibans contrôlaient un bout de la piste longue de trois kilomètres, et leurs ennemis de l’Alliance du Nord l’autre bout.

### Pendant la guerre d'Afghanistan
La base de Bagram est le pivot des opérations américaines tout au long de la guerre déclenchée en réaction aux attentats du 11 septembre 2001. C’est de là que sont menées les frappes aériennes à contre les talibans et al-Qaëda, et organisé le réapprovisionnement des troupes.
À partir de février 2009, cette base accueille également un détachement de l'armée de l'air française équipé de drones MALE (moyenne altitude longue endurance) Harfang.
En mai 2008, l'armée américaine a été contrainte de confisquer et de faire brûler des bibles dans la base de Bagram. L'année suivante, Al Jazeera révéla en effet que l'aumônier militaire en chef, le lieutenant-colonel Gary Hensley, avait alors prôné la conversion de la population et distribuait des bibles en dari et pachto envoyées par une église américaine,,,.

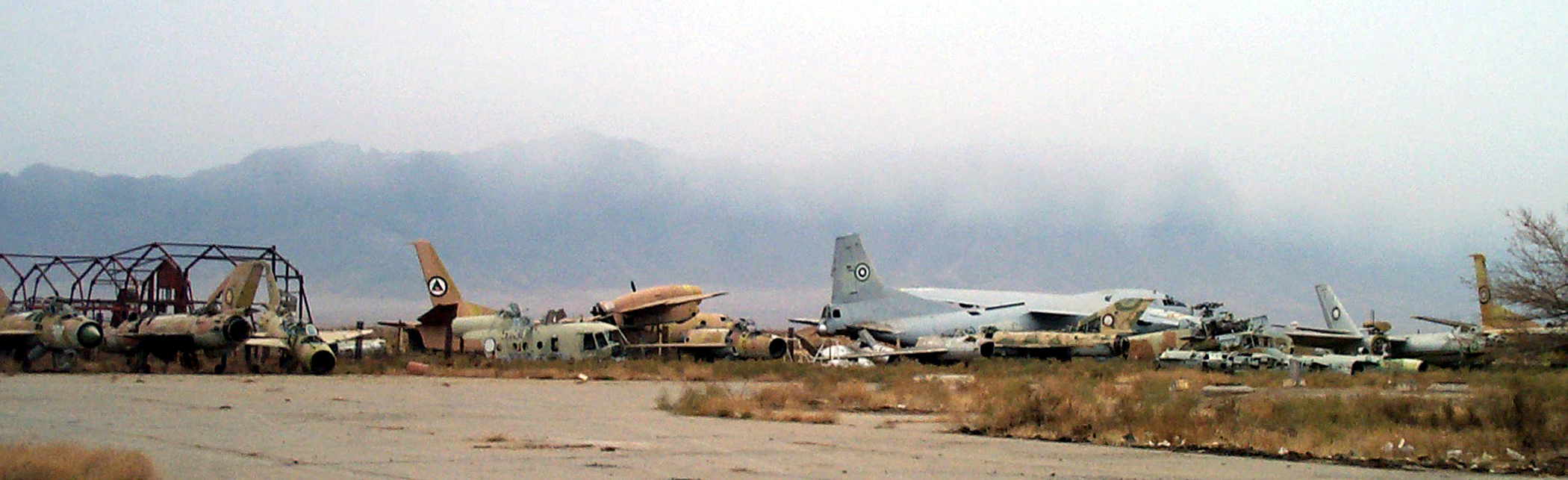
Vestiges de la base aérienne soviétique de Bagram en 2002.

La base aurait été la cible d'une attaque en mai 2010. Des médias allemands ont en effet révélé qu'un commando composé d'une vingtaine de combattants islamistes auraient mené un assaut contre la base militaire américaine de Bagram. Sept militaires américains auraient été blessés et neuf assaillants seraient décédés lors de l'attaque, dont Harrach Bekkay, un islamiste allemand.
En avril 2013, le Vol 102 National Airlines qui transportait du matériel militaire s'est écrasé juste après le décollage, causant la mort de ses 7 membres d'équipage.
Le 2 juillet 2021, les gouvernements afghans et américains annoncent le retrait de l'armée américaine de cette base (dans le cadre d'un retrait total de l'armée américaine d'Afghanistan), qui sera restituée à l’armée afghane. En fait, les troupes américaines ont évacué la base de nuit, sans même prévenir le nouveau commandant afghan, et après avoir coupé l'électricité. Les Talibans ont pris la base le 15 août 2021, le jour même de la chute de Kaboul. Le 14 août 2024, les taliban organisent sur la base le plus grand défilé militaire jamais organisé depuis leur reprise du pouvoir afin de célébrer les trois ans de cette dernière. Le défilé est l'occasion pour les taliban d'exposer le matériel pris aux Américains à l'issue de la guerre.

## Aménagement
Dans les années qui suivent l’invasion américaine de 2001, des centaines de milliers de militaires américains et de l’OTAN ainsi que des sous-traitants s'établissent dans la base de Bagram qui ressemblait à une ville miniature.

### Aménagements militaires
L'aéroport dispose d'une piste historique ayant une longueur de 3 003 mètres, construite en 1976. Les États-Unis ont consacré 68 millions de dollars à la construction d'une nouvelle piste d'une longueur de 3 500 mètres achevée à la fin 2006.
La base aérienne est composée de trois grands hangars, une tour de contrôle et de nombreux édifices annexes (logistique et logements) ainsi que de 5 zones de dispersion. Elle comprend plus de 13 000 mètres carrés de piste d’envol.
La nouvelle piste, allongée de 600 m et gagnant 28 cm en épaisseur, est capable d'accueillir les plus grands appareils civils et commerciaux tels que le Lockheed C-5 Galaxy ou le Boeing 747. En 2006, la base était toujours sous le contrôle des forces de la coalition, et hébergeait 17 000 militaires, pour la majorité Américains.

### Le centre de détention
Le centre de détention voisin de la base aérienne de Bagram a accueilli des milliers de prisonniers talibans et jihadistes. mais celui-ci a été fortement critiqué pour des abus sur des prisonniers. En 2005, le New York Times a révélé que deux détenus, reconnus par la suite innocents, avaient été battus à mort par leurs gardiens américains. Amnesty International a parlé de torture pour décrire les traitements infligés aux détenus, notamment Habibullah décédé le 4 décembre 2002 et de Dilawar (en), chauffeur de taxi afghan âgé de 22 ans, décédé le 10 décembre 2002. 
En novembre 2009, plus de 600 détenus étaient incarcérés à Bagram sans être inculpés et sans avoir l'assistance d'avocats .

### Commodités
Les aménagements de la base à disposition de l'armée américaine comprenaient des piscines, bijouteries, cinémas et spas, ainsi qu'une promenade où figuraient des chaînes de restauration rapide, comme Burger King et Pizza Hut.

### Mémorial soviétique
En 1987, les Soviétiques ont érigé un monument en souvenir de cinq de leurs pilotes morts en opération en Afghanistan. Ce mémorial a été restauré par des soldats américains. 